# Radiografía
Una radiografía (también llamada roentgenografía) es una imagen registrada en una placa o película fotográfica, o de forma digital (radiología digital directa o indirecta) en una base de datos, obtenida al exponer al receptor a una fuente de radiación de alta energía, comúnmente rayos X o radiación gamma procedente de isótopos radiactivos (iridio-192, cobalto-60, cesio-137, etc.). Al interponer un objeto entre la fuente de radiación y el receptor, las partes más densas aparecen con diferentes tonos dentro de una escala de grises.
Sus usos pueden ser tanto médicos, para detectar fisuras en huesos, como industriales en la detección de defectos en materiales y soldaduras, tales como grietas y poros. El descubrimiento de los rayos X se produjo la noche del viernes 8 de noviembre de 1895 cuando Wilhelm Röntgen, investigando las propiedades de los rayos catódicos, se dio cuenta de la existencia de una nueva fuente de energía hasta entonces desconocida y por ello denominada radiación X. Por este descubrimiento obtuvo el reconocimiento de la Academia Sueca en el año 1901, siendo el Primer Premio Nobel de Física. Röntgen comprendió inmediatamente la importancia de su descubrimiento para la medicina, que hacía posible la exploración de los cuerpos de una manera hasta ese momento totalmente insospechada. En el transcurso del mes siguiente, aplicando los efectos de los rayos X a una placa fotográfica, produjo la primera radiografía de la humanidad, la de la mano de su esposa.
Las primeras aplicaciones de los rayos x se centraron en el diagnóstico, aunque a partir de 1897 se abrirá el camino de la aplicación terapéutica, de la mano de Freund, con su intento de tratar el nevus pilosus y su observación de las depilaciones radiológicas precursoras de la radiodermitis.

## Radiación X y gamma

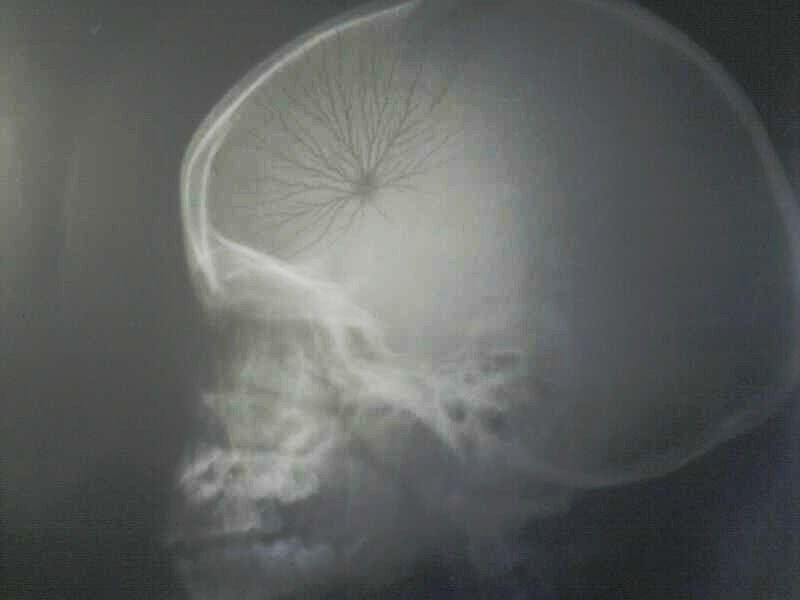
Efecto de una descarga de electricidad estática sobre la superficie de un film radiográfico. La descarga ha dibujado un patrón característico en forma de "árbol". Este es un ejemplo típico de un artefacto radiográfico.

Los rayos X y los rayos gamma comprenden la porción de las altas energías y cortas longitudes de onda del espectro electromagnético. Los rayos gamma y los rayos X de igual longitud de onda tienen idénticas propiedades. Características de la radiación ionizante se basan en las siguientes características de los rayos X y de los rayos gamma:
1. Tienen una longitud de onda inversamente proporcional a su energía
2. No tienen carga eléctrica ni tienen masa.
3. En el espacio, ambos viajan en línea recta a la velocidad de la luz.
4. Pueden penetrar la materia; la profundidad de la penetración depende de la longitud de onda de la radiación y de la naturaleza del material que es penetrado.
5. Son absorbidos por la materia; el porcentaje de absorción es función de la densidad y el espesor del material y de la longitud de onda de la radiación.
6. Son dispersados por la materia; la cantidad de dispersión es función de la densidad de la materia y de la longitud de onda de la radiación.
7. Pueden ionizar la materia.
8. Pueden exponer un film/detector por ionización.
9. Pueden producir fluorescencia en ciertos materiales.
10. No pueden detectarse por medio de los sentidos humanos.

## Mecanismo con rayos X
Los rayos X se generan cuando los electrones rápidos (de alta energía) interactúan con la materia. Cuando un electrón de suficiente energía interactúa con un electrón orbital de un átomo, se pueden generar rayos X característicos. Se denominan ‘rayos X característicos’ porque su energía es determinada por la composición característica del átomo perturbado. Cuando electrones con suficiente energía interactúan con el núcleo de los átomos, se genera radiación bremsstrahlung (también conocida como radiación de frenado). La radiación bremsstrahlung es llamada también radiación continua porque el espectro de energía es continuo y no depende completamente de las características de los átomos perturbados. Para crear las condiciones necesarias para la generación de rayos X debe haber una fuente de electrones, un blanco para que los electrones choquen y un medio para acelerar los electrones en la dirección deseada. Las energías de los electrones y de los rayos x se dan generalmente en kilo-electrón voltios (keV) o en millones de electrón voltios (MeV). La unidad kilo-electrón voltio corresponde a la cantidad de energía cinética que un electrón puede ganar cuando se mueve entre dos puntos que difieren en 1 kV. Un electrón gana 1 MeV de energía cinética cuando se mueve entre dos puntos que difieren en 1 MV. Los puntos de diferente voltaje se llaman el cátodo (negativo) y el ánodo (positivo).

### Fuente de electrones
Toda materia está compuesta, en parte, por partículas de carga eléctrica negativa llamadas electrones. Cuando se calienta un material adecuado, algunos de sus electrones se vuelven inestables y escapan del material como electrones libres (conocido como emisión termoiónica). Esos electrones libres rodean el material como una nube de electrones. En un tubo de rayos X, la fuente de electrones se ubica en una estructura llamada el 'cátodo'. Un espiral de alambre (el filamento) está contenido en el cátodo y funciona como un emisor de electrones. Cuando se aplica un amperio (en la práctica un miliamperio) a través del circuito de calentamiento del filamento, el flujo de corriente resultante lo calienta hasta la temperatura de emisión de electrones que permanecen juntos hasta que sean atraídos por el ánodo para producir rayos X.

### Blanco de electrones
Los rayos X se generan siempre que los electrones con alta velocidad choquen con alguna forma de materia; sea sólido, líquido o gas. Como el número atómico de un elemento indica su densidad, si se elige el material para el blanco con más alto número atómico, mayor será su eficiencia en la generación de rayos X. Cuanto mayor sea la densidad del material, mayor el número de colisiones generadoras de rayos X. En aplicaciones prácticas de generación de rayos X, se usa para el blanco un material sólido de alto número atómico, generalmente tungsteno.

### Aceleración de electrones
Los electrones emitidos por el cátodo de un tubo de rayos X están cargados negativamente. Siguiendo las leyes fundamentales del comportamiento eléctrico, los electrones son rechazados por los objetos cargados negativamente y atraídos por los cargados positivamente. Colocando una carga positiva en el ánodo de un tubo de rayos X y una carga negativa en el cátodo, los electrones libres se aceleran desde el cátodo hacia el ánodo. El tubo de rayos X se equipa con un vacío interno. Los tubos de rayos X, el equipamiento asociado y los circuitos eléctricos se diseñan de diferentes formas, determinadas por la necesidad de repeler los electrones por el cátodo, atraerlos desde el ánodo y acelerarlos en su paso.

### Intensidad
El número de rayos x generados por los electrones que chocan con el blanco es una medida de la intensidad del haz de rayos X. Intensidad es, por lo tanto, dependiente de la cantidad de electrones disponibles en el cátodo del tubo de rayos X. Si los demás factores permanecen constantes, un aumento de la corriente a través del filamento aumentará la temperatura del cátodo, causando la emisión de más electrones y, así, aumenta la intensidad del haz de rayos X. De igual forma, aunque en menor grado, un aumento en el voltaje positivo aplicado al ánodo del tubo aumenta la intensidad del haz porque más serán los electrones disponibles en el cátodo que serán atraídos y que chocarán con el blanco. Como la intensidad del haz generado es casi directamente proporcional al flujo de electrones a través del tubo, el valor de salida de un equipo de rayos x es a menudo expresada en voltios (kV o MV). La misma proporción directa establece la corriente del tubo como una de las constantes de exposición de una radiografía con rayos X.

### Ley de la inversa del cuadrado
La intensidad de un haz de rayos X varía inversamente con el cuadrado de la distancia desde la fuente de radiación. Los rayos X, como los rayos de la luz visible, divergen desde su fuente de emisión y cubren mayores áreas en la medida que aumenta la distancia desde la fuente. Ésta es una consideración importante en las exposiciones radiográficas computarizadas y en procedimientos de seguridad. Para decirlo simplemente, cuando la distancia desde una fuente conocida de radiación se duplica, la intensidad es un cuarto menor. A la inversa, si la distancia a la fuente de radiación se disminuye a la mitad, la intensidad es cuatro veces mayor.

### Interacción con la materia

#### Ionización
Cualquier acción que perturbe el balance eléctrico de un átomo produciendo átomos con menor o mayor cantidad de electrones se llama ionización. Los átomos con un electrón menos (mínimo) o las partículas subatómicas (que no forma parte del átomo) con carga eléctrica negativa o positiva se llaman iones. Los electrones libres son iones negativos y las partículas libres que llevan carga positiva (por ej., protones) son iones positivos. Los rayos X que atraviesan la materia alteran el balance eléctrico de los átomos por ionización. La energía de un rayo puede desalojar un electrón de un átomo y temporalmente liberar un electrón. Este átomo (cargado ahora positivamente) y el electrón (cargado negativamente) son iones positivos y negativos respectivamente, también conocidos como par iónico. De esta manera, los rayos X causan ionización a su paso, en todo el material. Los rayos X son fotones (paquetes de energía) que se mueven a la velocidad de la luz. En su paso a través de la materia, los rayos X hacen perder energía a los átomos por diferentes procesos de ionización.

#### Absorción fotoeléctrica
Cuando los rayos X (fotones) de energía relativamente baja pasan a través de la materia, la energía del fotón puede ser transferida al orbital de un electrón. Este fenómeno es conocido como 'efecto fotoeléctrico' o 'absorción'. Parte de la energía se gasta en eyectar el electrón de su órbita y la energía restante imprime velocidad al electrón. Esta transferencia de energía es el efecto fotoeléctrico y generalmente tiene lugar con fotones de baja energía de unos pocos eV. El proceso fotoeléctrico absorbe toda la energía del fotón. Este proceso de absorción contribuye a aumentar la dosis que recibe el paciente; sin embargo ayuda a aumentar el contraste natural de los tejidos en la imagen.

#### Efecto Compton
Cuando fotones de mayor energía (del orden de los KeV, entre mayor energía, mayor probabilidad de interactuar) pasan a través de la materia, ocurre una dispersión debido al efecto Compton. Este es el término usado para la interacción de un fotón con un electrón de capas orbitales más externas cuando la energía del fotón no es entregada en forma total al electrón. Parte de la energía del fotón se gasta en eyectar un electrón orbital (se produce, entonces, ionización) y en impartirle velocidad; la energía restante, se produce un nuevo fotón de energía más baja, continúa hacia delante, en un ángulo al azar. La energía depende de este ángulo y dirección. Este proceso, que progresivamente debilita al fotón, se repite hasta que el efecto fotoeléctrico absorbe completamente el último fotón, o sale del material sin interactuar.

#### Producción de pares
La producción de pares ocurre sólo con fotones de alta energía (de 1022 KeV o más). A estos niveles de energía, cuando el fotón se aproxima al núcleo de un átomo, entrega su energía, y en su lugar "aparece" un par electrón-positrón (es la energía se transforma en masa). Los positrones son igual que los electrones pero de carga positiva; tienen la misma masa que éstos y tienen una vida extremadamente corta. Este positrón interaccionará rápidamente con algún electrón presente en el área y se producirá el efecto de aniquilación. De acá se obtienen dos fotones de 511 KeV (0,511 MeV), cada uno que se propagarán en sentidos opuestos.

### Radiación dispersa
Los tres procesos (absorción fotoeléctrica, dispersión Compton y producción de pares) liberan electrones que se mueven con diferentes velocidades en distintas direcciones. Como los rayos x se generan siempre que los electrones libres colisionan con la materia, se deduce que los rayos X, a su paso a través de la materia, produce la generación de rayos X secundarios. Estos rayos X secundarios son componentes menores que se conocen como radiación dispersa o dispersión secundaria. El mayor componente de la dispersión son los rayos de baja energía representados por fotones debilitados por el proceso de dispersión Compton. La radiación dispersa tiene un contenido de energía de nivel uniformemente bajo y de dirección aleatoria.

#### Dispersión interna
La dispersión interna es la dispersión que ocurre en el interior del objeto, muestra, blanco o estructura que está siendo estudiado. Es la dispersión de los fotones sin pérdida de sus energías. Se le conoce también como ‘dispersión clásica’, ‘coherente de Thompson’ o ‘coherente de Rayleigh’. Afecta la definición por hacer borroso el contorno de la imagen. La radiación dispersa confunde los bordes del objeto radiografiado. El aumento en la radiación que pasa a través de la materia debido a la dispersión y en dirección hacia delante, se conoce como build-up.

#### Dispersión lateral
La dispersión lateral es la dispersión desde las paredes de los objetos ubicados en la vecindad del objeto en estudio o desde las partes del objeto irradiado que generan rayos secundarios que entran por los costados de dicho objeto

#### Retrodispersión
La retrodispersión es la dispersión de los rayos desde la superficie u objetos debajo o detrás del objeto en estudio y que se dirigen hacia arriba. La retrodispersión también oscurece la imagen del objeto en estudio. También se le conoce como backscattering.

## Mecanismo con rayos gamma
Los rayos gamma son producidos por el núcleo de isótopos radioactivos sometidos a la desintegración debido a su inestabilidad básica. Los isótopos son variedades de un mismo elemento químico que tienen diferente peso atómico. El elemento y sus isótopos tienen idéntico número de protones en el núcleo pero diferente número de neutrones. Entre los elementos conocidos hay más de 800 isótopos de los cuales más de 500 son radiactivos. La longitud de onda y la intensidad de las ondas gamma están determinadas por las características de la fuente de isótopo y no puede cambiarse ni controlarse.